# Општина Шиеу-Магеруш (Бистрица-Насауд)
Шиеу-Магеруш (рум. Şieu-Măgheruş) општина је у Румунији у округу Бистрица-Насауд.
Oпштина се налази на надморској висини од 309 m.